# ری مین‌شول
ری مین‌شول (انگلیسی: Ray Minshull؛ ۱۵ ژوئیه ۱۹۲۰ – ۲۰۰۵ (۸۴−۸۵ سال)) بازیکن فوتبال اهل بریتانیا بود.
از باشگاه‌هایی که در آن بازی کرده‌است می‌توان به باشگاه فوتبال لیورپول اشاره کرد.